# Без названия (картина Ротко)
«Без названия» (англ. Untitled) — картина американского художника Марка Ротко, ведущего представителя абстрактного экспрессионизма, написанная в 1952 году. Как и другие работы Ротко этого периода, картина «Без названия» состоит из больших цветовых пространств, очерченных неровными, туманными линиями.

## История владения
Была куплена анонимным клиентом за 66,2 миллиона долларов на аукционе «Кристис» в 2014 году.